# Rihanna: Live in Concert Tour
Rihanna: Live in Concert Tour è stato il primo tour musicale della cantautrice Barbados Rihanna, a supporto dei suoi primi due album in studio Music of the Sun (2005) e A Girl like Me (2006).
Composto da 36 spettacoli complessivi esclusivamente in Nord America, è incominciato il 30 giugno 2006 per poi concludersi il 29 settembre dello stesso anno.

## Informazioni sul tour
Prima dell'inizio ufficiale del tour, Rihanna si esibì al Mezzanine di San Francisco.
Il tour debuttò ufficialmente il 1º luglio alla House of Blues di San Diego.
Rihanna visitò gli Stati Uniti e il Canada, con una tappa anche in Giamaica all'interno del Red Stripe Reggae Sunfest di Montego Bay.
Originariamente il tour avrebbe dovuto finire l'8 agosto a Jackson (Michigan), ma a causa delle richieste di pubblico fu prolungato ancora un po', concludendosi il 29 settembre a Saint Louis (Missouri).
All'inizio del tour Rihanna fu accompagnata dal cantante Field Mob. Aprì i concerti per lei il rapper J-Status.
Hilary Duff, Sean Paul, Ciara e Trey Songz parteciparono ai concerti di Toms River (New Jersey), Detroit (Michigan), Gilford (New Hampshire), e Pomona (California).
Lo show di luglio a Buffalo (New York) fu parte del festival "Kiss the Summer Hello" a cui parteciparono anche Ashlee Simpson e le Veronicas.
Alla fine di luglio A Girl like Me era già diventato disco di platino in America.
Rihanna continuò il tour di quell'anno come ospite speciale per Pussycat Dolls, Jay-Z e The Black Eyed Peas.
Si esibì inoltre assieme a Jay-Z in tre date in Australia, con il nome di Roc the Block Tour.

## Recensioni
Recensendo il concerto di Rihanna all'Ottawa Bluesfest, il Canadian Online Explorer definì lo show di Rihanna "una fantasia coreografata alla Disney Club con continui movimenti di bacino, attitudine spavalda e una serie di hit funky senza zucchero".

## Setlist
1. Pon de Replay
2. If It's Lovin' that You Want
3. You Don't Love Me (No, No, No)
4. Medley:

- Crazy Little Thing Called Love
- Here I Go Again

1. We Ride
2. Break It Off
3. Unfaithful
4. Let Me
5. Kisses Don't Lie
6. That La, La, La
7. P.S. (I'm Still Not Over You)
8. Redemption Song
9. A Girl like Me
10. S.O.S

## Date del Tour
| Data              | Città            | Paese       | Luogo                                 |
| ----------------- | ---------------- | ----------- | ------------------------------------- |
| Nord America      |                  |             |                                       |
| 30 giugno 2006    | San Francisco    | Stati Uniti | Mezzanine                             |
| 1º luglio 2006    | San Diego        | Stati Uniti | House of Blues                        |
| 2 luglio 2006     | Los Angeles      | Stati Uniti | House of Blues                        |
| 3 luglio 2006     | Las Vegas        | Stati Uniti | House of Blues                        |
| 5 luglio 2006     | Salt Lake City   | Stati Uniti | Vortex Night Club                     |
| 7 luglio 2006     | Minneapolis      | Stati Uniti | Quest Club                            |
| 9 luglio 2006     | Milwaukee        | Stati Uniti | Eagles Ballroom                       |
| 10 luglio 2006    | Cleveland        | Stati Uniti | House of Blues                        |
| 13 luglio 2006    | Allentown        | Stati Uniti | Crocodile Rock Cafe                   |
| 14 luglio 2006    | Ottawa           | Canada      | LCI FieldsA                           |
| 15 luglio 2006    | Belleville       | Canada      | Matt and Joe's Nightclub              |
| 16 luglio 2006    | Vaughan          | Canada      | Kingswood Music Theatre B             |
| 18 luglio 2006    | Darien           | Stati Uniti | Darien Lake Performing Art Center C   |
| 21 luglio 2006    | Valdosta         | Stati Uniti | All-Star Amphitheater                 |
| 22 luglio 2006    | Montego Bay      | Giamaica    | Catherine Hall Sports Complex D       |
| 23 luglio 2006    | Winter Haven     | Stati Uniti | Star Haven Amphitheatre               |
| 26 luglio 2006    | Atlanta          | Stati Uniti | Coca-Cola Roxy Theatre                |
| 28 luglio 2006    | Baltimora        | Stati Uniti | Rams Head Live!                       |
| 29 luglio 2006    | Toms River       | Stati Uniti | Toms River High School North GroundsE |
| 30 luglio 2006    | Atlantic City    | Stati Uniti | House of Blues                        |
| 1º agosto 2006    | New York         | Stati Uniti | Nokia Theatre Times Square            |
| 2 agosto 2006     | Englewood        | Stati Uniti | Bergen Performing Arts Center         |
| 3 agosto 2006     | Boston           | Stati Uniti | Avalon Nightclub                      |
| 5 agosto 2006     | Mashantucket     | Stati Uniti | MGM Grand at Foxwoods                 |
| 6 agosto 2006     | Providence       | Stati Uniti | Lupo's Heartbreak Hotel               |
| 8 agosto 2006     | Jackson          | Stati Uniti | Jackson County Fairgrounds            |
| 10 agosto 2006    | Chicago          | Stati Uniti | Park West                             |
| 11 agosto 2006    | Milwaukee        | Stati Uniti | The Rave                              |
| 17 agosto 2006    | Gilford          | Stati Uniti | Meadowbrook Musical Arts Center       |
| 19 agosto 2006    | Gatineau         | Canada      | Parc de la Baie F                     |
| 1º settembre 2006 | Jackson          | Stati Uniti | Northern Star Arena                   |
| 2 settembre 2006  | Buffalo          | Stati Uniti | Club Infinity                         |
| 3 settembre 2006  | Sterling Heights | Stati Uniti | Freedom Hill Amphitheater             |
| 16 settembre 2006 | Pomona           | Stati Uniti | Los Angeles County Fairgrounds        |
| 22 settembre 2006 | Atlantic City    | Stati Uniti | House of Blues                        |
| 29 settembre 2006 | Saint Louis      | Stati Uniti | Bauman-Eberhardt Center               |